# フォード・ブロンコII
ブロンコII(BRONCO II)は、1984年から1990年までフォードが製造・販売していた自動車である。

## 概要
フルサイズのブロンコを補完する、より小型のSUVとして、またシボレー・S-10ブレイザー、ジープ・チェロキー、トヨタ・4ランナーに対抗するため開発された。
ブロンコIIは、パワー/ドライブトレーンを同社のレンジャーと共用しており、四輪駆動モデルをメインとしていた。1984年と1985年のモデルは、レンジャーにも搭載されていたコロン2.8L-V6（115馬力）エンジンである。1986年にはコロン2.9L-V6（140馬力）が追加された。また、1987年には、三菱自動車製4D55ターボ、直4・2.3Lディーゼルエンジン（86馬力、初代パジェロと同等）もラインナップされたが、小排気量ターボは特にオフロードでの評価が低く、売れ行きは芳しくなかった。
1989年にマイナーチェンジが実施され、車体やドライブトレーンも流用されているが変更はフロントマスクと内装の充実が主で、その他は小変更に留まっているが、車体剛性の向上やエンジンの改良は行われている。フロントグリルは4代目ブロンコの意匠に近づけられた。
1990年に生産が中止され、後継はエクスプローラー。